# Wereldspelen 2009

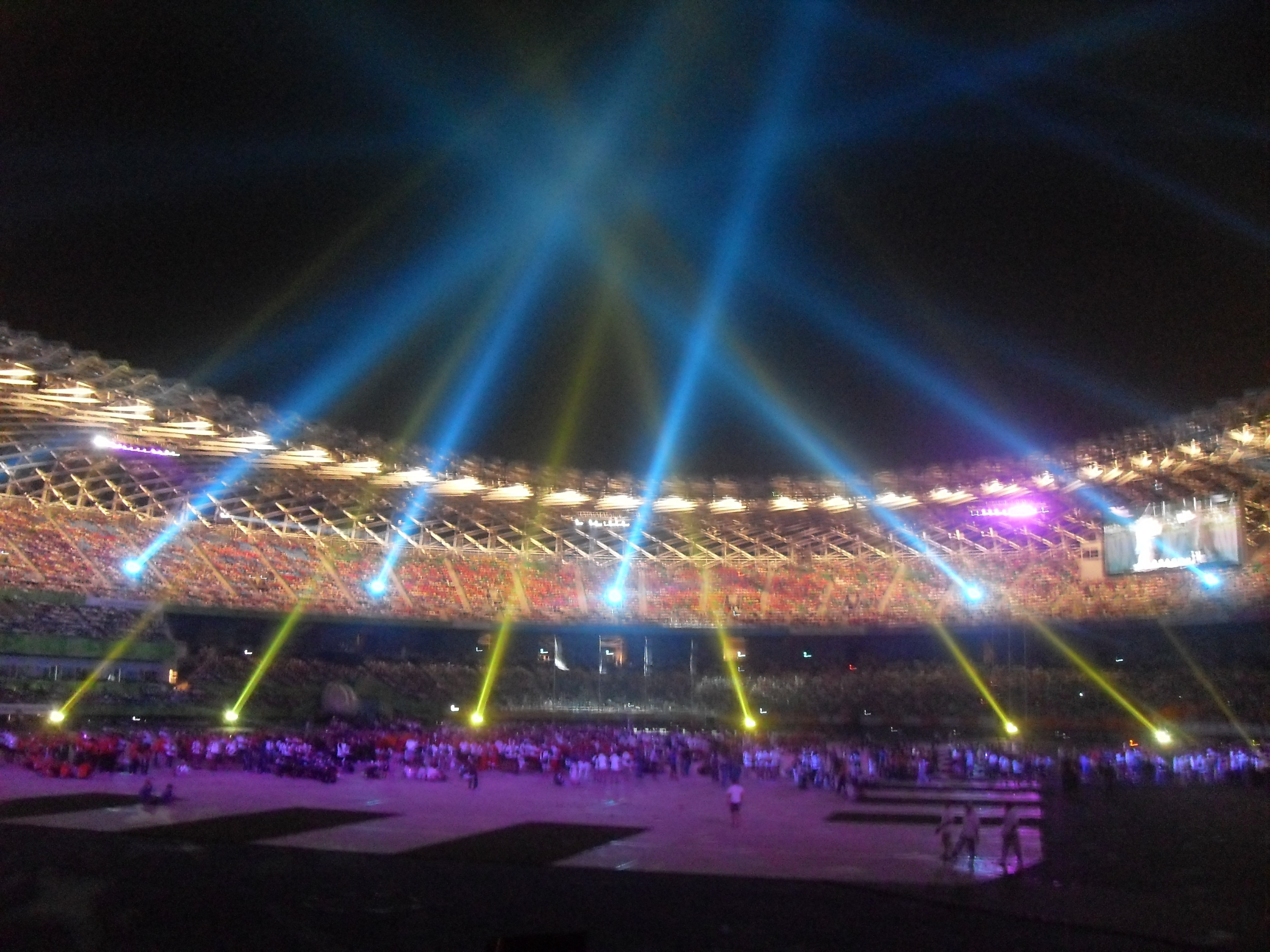
Openingsceremonie

De achtste editie van de Wereldspelen vond plaats van 16 tot en met 26 juli 2009 in Kaohsiung, Taiwan. Op de wereldspelen worden sporten beoefend die niet tijdens de Olympische Spelen aan bod komen.
Een recordaantal atleten uit 103 landen namen deel aan deze Wereldspelen. De Belgische delegatie behaalde zeven medailles, de Nederlandse equipe elf medailles.

## Logo
Het logo van deze Wereldspelen is gebaseerd op het eerste Chinese teken in de naam van de gaststad Kaohsiung. Het teken “kao” (高) betekent hoog of superieur. Het logo, bestaande uit een veelkleurig lint, probeert een sfeer van feestelijkheid en viering te creëren. De warme kleuren, oranje en magenta, aan de bovenkant en het groen en blauw aan de onderkant van het logo staan symbool voor de opkomende zon boven de oceaan. Ze spiegelen de gaststad Kaohsiung zeer goed: een gepassioneerde stad met veel zon en een bruisende metropool aan de zee.

## Sporten

### Speelschema
| ● | Openingsceremonie |  | Wedstrijd(en) | ● | Finalewedstrijd(en) | ● | Sluitingsceremonie |

|                                  | Don 16 | Vrij 17 | Zat 18 | Zon 19   | Maa 20 | Din 21 | Woe 22 | Don 23 | Vrij 24  | Zat 25  | Zon 26   | Goud |
| -------------------------------- | ------ | ------- | ------ | -------- | ------ | ------ | ------ | ------ | -------- | ------- | -------- | ---- |
| Ceremonies                       | ●      |         |        |          |        |        |        |        |          |         | ●        |      |
| Beachhandbal                     |        |         |        |          | ●●     |        |        |        |          |         |          | 2    |
| Biljart                          |        |         |        |          |        |        |        |        |          |         | ●●●●     | 4    |
| Bodybuilding                     |        |         |        | ●●●● ●●● |        |        |        |        |          |         |          | 7    |
| Boogschieten                     |        |         |        |          |        |        |        |        |          |         | ●●●● ●●  | 6    |
| Bowlen (Ten Pin)                 |        |         |        |          | ●      |        | ●●     |        |          |         |          | 3    |
| Danssport                        |        |         |        |          |        |        |        |        | ●        | ●●      |          | 3    |
| Dragonboatrace                   |        | ●●      | ●●     |          |        |        |        |        |          |         |          | 4    |
| Gymnastiek: Acrogym              |        |         |        |          | ●●     | ●●     | ●      |        |          |         |          | 5    |
| Gymnastiek: Aerobics             |        |         |        |          |        |        |        |        | ●●       | ●●●     |          | 5    |
| Gymnastiek: Ritmische gymnastiek |        | ●●      | ●●     |          |        |        |        |        |          |         |          | 4    |
| Gymnastiek: Trampoline           |        |         |        |          | ●      | ●●     | ●●●    |        |          |         |          | 6    |
| Jeu de boules: Lyonnaise         |        |         |        |          |        |        | ●●●●   |        |          |         |          | 4    |
| Jeu de boules: Petangue          |        |         |        |          |        |        | ●●     |        |          |         |          | 2    |
| Jeu de boules: Raffa             |        |         |        |          |        |        | ●●     |        |          |         |          | 2    |
| Jiujitsu                         |        |         |        |          |        | ●●●● ● | ●●●● ● |        |          |         |          | 10   |
| Kanopolo                         |        |         | ●●     |          |        |        |        |        |          |         |          | 2    |
| Karate                           |        |         |        |          |        |        |        |        |          | ●●●● ●● | ●●●● ●●● | 13   |
| Klimsport                        |        |         | ●●     | ●●       |        |        |        |        |          |         |          | 4    |
| Korfbal                          |        |         |        |          |        | ●      |        |        |          |         |          | 1    |
| Oriëntatieloop                   |        | ●●      | ●●     | ●        |        |        |        |        |          |         |          | 5    |
| Parachutespringen                |        |         |        |          |        | ●●●●●  |        |        |          |         |          | 5    |
| Powerliften                      |        |         |        |          |        |        |        |        |          | ●●●● ●  | ●●●      | 8    |
| Racquetball                      |        |         |        |          |        |        |        | ●●     |          |         |          | 2    |
| Rolschaatsen (Artistiek)         |        |         |        |          |        |        | ●●●●   |        |          |         |          | 4    |
| Rolschaatsen (Rolhockey)         |        |         |        |          |        |        |        |        |          |         | ●        | 1    |
| Rolschaatsen (skeeleren)         |        | ●●●●    | ●●●●   | ●●       |        |        |        |        |          |         |          | 10   |
| Rugby Sevens                     |        |         |        |          |        |        |        |        |          | ●       |          | 1    |
| Softbal                          |        |         |        |          | ●      |        |        |        |          |         |          | 1    |
| Squash                           |        |         |        |          |        |        |        |        | ●●       |         |          | 2    |
| Sumoworstelen                    |        | ●●●● ●● | ●●     |          |        |        |        |        |          |         |          | 8    |
| Tchoukball                       |        |         |        |          |        |        |        |        |          |         | ●●       | 2    |
| Touwtrekken (binnen)             |        |         |        | ●        |        |        |        |        |          |         |          | 1    |
| Touwtrekken (buiten)             |        |         | ●      | ●        |        |        |        |        |          |         |          | 2    |
| Ultimate frisbee                 |        |         |        |          |        | ●      |        |        |          |         |          | 1    |
| Vuistbal                         |        |         |        |          | ●      |        |        |        |          |         |          | 1    |
| Waterskiën                       |        |         |        |          |        |        |        |        | ●●       | ●●●●    |          | 6    |
| Wushu                            |        |         |        |          |        |        |        | ●●     | ●●●● ●●● |         |          | 13   |
| Zwemmen: Vinzwemmen              |        |         |        |          |        |        |        | ●●●● ● | ●●●● ●   |         |          | 10   |
| Zwemmen: Zwemmend redden         |        |         |        |          |        |        |        | ●●●●   | ●●●●     | ●●●● ●● |          | 14   |
|                                  | Don 16 | Vrij 17 | Zat 18 | Zon 19   | Maa 20 | Din 21 | Woe 22 | Don 23 | Vrij 24  | Zat 25  | Zon 26   | Goud |

## Medailletabel
| #                      | Land             | Goud | Zilver | Brons | Totaal |
| ---------------------- | ---------------- | ---- | ------ | ----- | ------ |
| 1                      | Rusland          | 18   | 14     | 15    | 47     |
| 2                      | Italië           | 16   | 12     | 13    | 41     |
| 3                      | China            | 14   | 10     | 5     | 29     |
| 4                      | Verenigde Staten | 13   | 8      | 5     | 26     |
| 5                      | Frankrijk        | 11   | 14     | 13    | 38     |
| 6                      | Oekraïne         | 11   | 12     | 10    | 33     |
| 7                      | Taiwan           | 8    | 9      | 7     | 24     |
| 8                      | Duitsland        | 6    | 6      | 10    | 22     |
| 9                      | Zuid-Korea       | 6    | 3      | 5     | 14     |
| 10                     | Australië        | 5    | 10     | 5     | 20     |
|                        |                  |      |        |       |        |
| 14                     | Nederland        | 4    | 5      | 1     | 11     |
| 18                     | België           | 2    | 4      | 1     | 7      |
| Complete medailletabel |                  |      |        |       |        |

### Belgische medaillewinnaars
| Sport      | Naam                                       | Discipline    | Medaille |
| ---------- | ------------------------------------------ | ------------- | -------- |
| Acrogym    | Tatjana De Vos Florence Henrist            | duo (v)       | Goud     |
| Waterskiën | Kate Adriaensen                            | vrouwen       | Goud     |
| Acrogym    | Julie Van Gelder Menno Vanderghote         | duo (v/m)     | Zilver   |
| Karate     | Diego Vandeschrick                         | tot 75kg (m)  | Zilver   |
| Korfbal    | nationaal team                             | (m/v)         | Zilver   |
| Petanque   | William Van der Biest Fabrice Uytterhoeven | doublette (m) | Zilver   |
| Jiujitsu   | Wendy Driesen Yazid Dalaa                  | gemengd duo   | Brons    |

### Nederlands medaillewinnaars
| Sport        | Naam              | Discipline           | Medaille |
| ------------ | ----------------- | -------------------- | -------- |
| Biljart      | Dick Jaspers      | carambole (m)        | Goud     |
| Jiujitsu     | Rob Haans         | -94 kg (m)           | Goud     |
| Korfbal      | nationaal team    | (m/v)                | Goud     |
| Touwtrekken  | nationaal team    | -640 kg, outdoor (m) | Goud     |
| Boogschieten | Ingeborg Enthoven | compound (v)         | Zilver   |
| Jiujitsu     | Linday Wyatt      | -70 kg (v)           | Zilver   |
| Kanopolo     | nationaal team    | (m)                  | Zilver   |
| Squash       | Nathalie Grinham  | enkel (v)            | Zilver   |
| Touwtrekken  | landenteam        | -520 kg, indoor (v)  | Zilver   |
| Jiujitsu     | Héleen Baars      | -62 kg (v)           | Brons    |

1981 Santa Clara · 
1985 Londen · 
1989 Karlsruhe · 
1993 Den Haag · 
1997 Lahti · 
2001 Akita · 
2005 Duisburg · 
2009 Kaohsiung · 
2013 Cali · 
2017 Wrocław · 
2022 Birmingham · 
2025 Chengdu ·